# 林惟茂
林惟茂（？—1270年）是高麗王朝時期武人政權的掌權者。林衍之子。
1270年，林衍病死於江華島，林惟茂嗣位。由於年幼，其政事皆由林衍的親信李應烈、宋君斐所掌握。
當時高麗元宗前往元大都朝見忽必烈歸國，決定將國都從江華島遷回開城。從前崔瑀為了抗擊元朝而將都城遷往江華島，元宗的這一決定意味著高麗王室向元朝的妥協，伏屬於元朝的統治。因此林惟茂拒絕執行這一命令，阻撓遷都。元宗召見近衛軍宋松禮、洪奎等人，煽動三別抄軍發動政變，殺死林惟茂、崔宗紹等人，並將林惟茂親屬執送元大都。
林惟茂是高麗王朝時期最後一位武人政權的掌權者，他的死標誌著武人時代的終結。

## 家族
- 父：林衍
- 母：不詳
  - 長兄：林惟幹（朝鲜语：임유간）
  - 三弟：林惟栶（朝鲜语：임유인）
  - 四弟：林惟柜
  - 五弟：林惟提